# フアイサーイ郡
フアイサーイ郡（フアイサーイぐん）は、ラオス北部のボーケーオ県の県都。

## 地理
メコン川を挟んで対岸の、タイのチエンコーンの町に隣接する国境の町である。

## 名称
県名と県都の名称が異なる。そのため、他県に住むラオス人は県都の名称を知らない人が多く、一般に県の名称であるボーケーオと呼んでおり、フアイサーイないしそれ類する発音では通じないことも多い。

## 交通
空路
- フアイサーイには国内便の空港があり、ラオスの首都ビエンチャンへの定期便とルアンパバーンへの便（季節による）がある。

水路
- チエンマイ、チエンラーイなどタイ北部からの旅行者が、ルアンパバーン郡を目指す際に利用するのが、メコン川を利用したボート便（フェリー、スピードボート、スローボート等）である。

陸路
- 国道3号線（英語版）の終点で、中国雲南省西双版納傣族自治州磨憨鎮（モーハン）との国境の町ルアンナムター県ボーテーン（南北経済回廊の昆磨高速公路や中国への入国管理所モーハン口岸がある）や、メコン川対岸のタイのチエンコーン郡と第4タイ・ラオス友好橋で接続される予定である。（2013年の完成予定）
- 他にサイ（ウドムサイ県）方面へも道路が伸びている。

## 史跡
- カルノー砦（Fort Carnot）：フランス軍要塞の遺跡が町とメコン川を見下ろす丘にある。